# Authority Zero
Authority Zero est un groupe américain de punk rock, originaire de Mesa, en Arizona. Le groupe a des influences skate punk et de reggae. Les plus grandes influences du groupe sont Bad Religion, Pennywise et Sublime. Il y a des influences espagnoles/portugaises dans la musique du groupe.

## Historique

### Débuts (1994–1999)
Le groupe est formé en 1994 lors de la rencontre de deux guitaristes Bill Marcks, Jerry Douglas et du batteur J.W. Gordon à l'école secondaire de Westwood. En 1995, Douglas leur présenta son ami Jason DeVore pour le chant. Marcks est impressionné de la capacité de DeVore à écrire des chansons entraînantes en moins de quinze minutes avec des refrains accrocheurs. Les deux amis choisissent rapidement Jeremy Woods pour jouer de la basse (Woods a aussi montré à Marcks comment jouer de la guitare). Bill, Jason et Jeremy ont finalement été à Los Angeles (ville native de [Jim Wilcox) pour compléter la formation. 

### Premiers succès (1999-2004)
Après avoir enregistré un EP local qui s'est très bien vendu, Authority Zero a alors lancé son premier album A Passage in Time en 2002 sur le label Lava Records. L'album comprend des chansons punk rock et reggae avec des influences espagnoles et portugaises. A Passage in Time comprend les succès One More Minute et Over Seasons. Le succès de A Passage in Time projette le groupe vers la popularité. Authority Zero participe à plusieurs grandes tournées, telles que le Vans Warped Tour, la tournée de No Use for a Name/Starting Line et la tournée Sum on Your Face de Sum 41. Le groupe participe aussi à de nombreuses tournées de groupes comme Everclear, Guttermouth et H2O.
La chanson Everyday apparaît dans le jeu vidéo Tony Hawk's Underground. La chanson Revolution apparaît sur la compilation Rock Against Bush, Vol. 1 de Fat Wreck Chords et dans le jeu vidéo MX Vs. ATV Unleashed. La chanson Solitude apparaît sur la compilation Vans Warped Tour 2003.

### Andiamoet nouveaux albums (2004-2009)
En 2004, Authority Zero sort Andiamó, encore avec Lava Records (andiamó veut dire « on y va » en italien). Le bassiste du groupe, Jeremy Woods, qui est d'origine italienne, dit souvent cette phrase). L'album comprend aussi un mélange de genres espagnols et portugais. Cet album a pour thème la politique. Comme dans les chansons Revolution, A Thousand Years of War, et une reprise de la chanson Mexican Radio, originellement écrite par Wall of Voodoo (la version qui apparaît sur Andiamó subit des changements de paroles afin d'en faire un rapport contre l'invasion de l'Irak en 2003). 
Le groupe sort en 2005, Rhythm and Booze avec le label Suburban Noise Records, qui est un album reprenant leurs titres en version live acoustique.
Le 30 janvier 2007, le groupe sort l'album 12:34. Des albums ont tout de même été vendus avant cette date en édition limitée, dans la ville natale du groupe. La chanson Courage est sortie sous forme de single. La chanson No Regrets apparaît dans la boutique de chanson du jeu vidéo Rock Band 3 gratuitement. Authority Zero sort son quatrième album studio, intitulé Stories of Survival, le 22 juin 2010. 

### The Tipping Point(2010–2014)
La reconstruction apparaît comme solide puisqu’avril 2013 voit l’arrivée de The Tipping Point, cinquième album, qui souligne définitivement la persévérance et la passion dont a toujours fait preuve Authority Zero. L’album vient également à point nommé pour les accompagner dans une nouvelle tournée européenne mais avec à la basse Mike Spero (Down By Fire), car décidément Authority Zero doit constamment se réinventer, Jeremy Wood annonçant à son tour son départ, un mois avant la sortie de l’album.
Jason DeVore a aussi deux albums solo en vente : Conviction et Conviction 2, ainsi qu'un projet parallèle avec un groupe de folk rock celtique : The Bollox. Jim a sa propre compagnie de vêtements, Ransom Apparel Bill a sa propre maison de production, Billy Cylinders Productions. Jeremy Wood est membre du groupe Inept Hero depuis 2007.

### Broadcasting to the Nations(depuis 2016)
Le groupe sort son sixième album studio, Broadcasting to the Nations, le 2 juin 2017 sur le label Bird Attack Records. Bayside et When We Rule the World sont les premiers singles de l'album publiés.

## Membres

### Membres actuels
- Jason DeVore - chant, guitare acoustique (depuis 1995)
- Mike Spero - basse, chœurs (depuis 2013)
- Christopher Dalley - batterie (depuis 2015)
- Dan Aid - guitare, chœurs (depuis 2016)

### Anciens membres
- Bill Marcks – guitare, chœurs (1994–2008)
- Jerry Douglas – guitare (1994–1999)
- Zach Vogel – guitare (2008–2011)
- Jeremy Wood – basse et Chœurs (1995–2006, 2009–2013)
- Dean « DJ » Farmer – basse (2006–2009)
- J. W. Gordon – batterie (1994–1996)
- Daniel Garcia – batterie (1996–1999)
- Jim Wilcox – batterie (1999–2012)
- Sean Sellers – batterie (2012–2015)
- Brandon Landelius - guitare, chœurs (2011–2016)

## Discographie
- 1999 : Live Your Life
- 2001 : Patches in Time (avec Powerline Records)
- 2002 : A Passage in Time (avec Lava Records)
- 2004 : Andiamó
- 2005 : Rhythm and Booze (réédité le 27 juin 2006)
- 2007 : 12:34
- 2010 : Stories of Survival[1
- 2013 : The Tipping Point
- 2017 : Broadcasting to the Nations
- 2019 : Persona Non Grata